# Vers-Pont-du-Gard
Vers-Pont-du-Gard là một xã ở tỉnh Gard. Xã này có diện tích 19,14 km², dân số năm 1999 là 1322 người. Khu vực này có độ cao trung bình 52 mét trên mực nước biển.
Pont du Gard nằm ở xã này.
Vers-Pont-du-Gard kết nghĩa với:
- Santa Vittoria d'Alba, Ý
- Palézieux, Thụy Sĩ